# Тіні (фільм, 2007)
«Тіні» — містичний трилер, знятий Мілчо Манчевським за його ж сценарієм. Фільм розповідає про успішного молодого лікаря життя якого змінюється після автомобільної аварії.

## Сюжет
Лазар Перков — успішний молодий лікар потрапляє в аварію. Після ДТП чоловік починає бачити стару жінку. Вона говорить з ним, але Лазар не може зрозуміти про що. Він записує промову старої на телефон та звертається по допомогу до професора Коколя. Вченого не було на місці, він давав лекцію, йому намагалась допомогти його молода дружина Менка та запис зник з телефону.
Згодом Лазар отримує лист. У ньому містилась листівка з словами старої. Він звертається до Менки, яка пояснює йому, що слова написані на мертвому діалекті та означають: «Віддай те, що не належить тобі». Він аналізує і не може зрозуміти, що він винен. Потім самі видіння приводять його до коробки з людськими кістками, яка належала його матері. Між ними відбувається суперечка. Лазар відвозить залишки та ховає їх на батьківщині. Менка намагається забрати молодого чоловіка з собою та йому вдається вилізти з могили.

## У ролях
| Актор               | Персонаж      | Роль                                  |
| ------------------- | ------------- | ------------------------------------- |
| Борче Начев         | Лазарь Перков | молодший лікар                        |
| Сабіна Айрула-Тозія | Віра Перкова  | мати Лазаря                           |
| Діме Ілієв          | Ігнат Перков  | батько Лазаря                         |
| Весна Станоєвська   | Менка Коколь  | помічниця та дружина професора Коколя |
| Філарета Здравкович | Гордана       | дружина Лазаря                        |
| Ізабела Новотні     | Белла         | колишня покоївка Лазаря               |
| Гоце Влахов         | Коколь        | професор, знавець у галузі діалектів  |
| Ілко Стефановський  | Карпузовський | колега Лазаря                         |
| Володимир Ячев      | Шишкін        | колега Лазаря                         |

## Створення фільму

### Виробництво
Зйомки фільму проходили в Македонії.

### Знімальна група
- Кінорежисер — Мілчо Манчевський
- Сценарист — Мілчо Манчевський
- Кінопродюсери — Маріела Басуєвськи, Нермін Гледерс, Дімітар Гочев, Джерардо Херреро, Мартін Гусманн, Мілчо Манчевський, Корінна Мехнер, Амедео Пагані
- Кінооператор — Фабіо Чанкетті
- Кіномонтаж — Марті Левенстейн, Девід Рей
- Композитор — Раян Шор
- Художник-постановник — Давід Маннс
- Артдиректор — Кирило Спасеськи
- Підбір акторів — Мілка Анчевська[1].

## Сприйняття

### Критика
Фільм отримав змішані відгуки. На сайті Rotten Tomatoes оцінка фільму становить 60 % на основі 15 відгуків від критиків (середня оцінка 5,8/10) і 58 % від глядачів із середньою оцінкою 3,6/5 (407 голосів). Фільму зарахований «помідор» від кінокритиків та «розсипаний попкорн» від глядачів, Internet Movie Database — 6,9/10 (1 724 голоси), Metacritic — 49/100 (5 відгуків критиків).

### Номінації та нагороди
| Нагороди та номінації фільму «Тіні» | Нагороди та номінації фільму «Тіні»                           | Нагороди та номінації фільму «Тіні»        | Нагороди та номінації фільму «Тіні» | Нагороди та номінації фільму «Тіні» | Нагороди та номінації фільму «Тіні» |
| Рік                                 | Кінофестиваль/кінопремія                                      | Категорія/нагорода                         | Номінант                            | Результат                           |                                     |
| ----------------------------------- | ------------------------------------------------------------- | ------------------------------------------ | ----------------------------------- | ----------------------------------- | ----------------------------------- |
| 2008                                | Невшательський Міжнародний кінофестиваль фантастичних фільмів | Найкращий художній фільм                   | Мілчо Манчевський                   | Номінація                           |                                     |
| 2008                                | Музичний кінофестиваль у Парк-Сіті                            | Визначні досягнення у музиці до кінофільму | Раян Шор                            | Перемога                            |                                     |
| 2008                                | Міжнародний кінофестиваль у Санта-Барбарі                     | Найкращий міжнародний фільм                | Мілчо Манчевський                   | Номінація                           |                                     |